# Кочан
Кочан (Кочен)је насељено место у општини Сатовча историјско-географском региону Чеч, у јужном делу Бугарске, 10 km грчке границе. Кочан 2007. има 3.076 становника, од којих су готово сви муслимански Помаци.
Подручје села је било насељено још у 8. веку п. н. е., трачким племенима Беси (Bessi) и Сатри (Satrae). Античко име села је вероватно Акровони. Село касније долази под римску власт, о чему сведоче римски гробови као и остаци некадашњег римског насеља северно од данашњег села. Кочан је касније део Другог Бугарског царства, а затим овим подручјем владају Османлије. После Балканских ратова, Кочан је 1912. припао Бугарској.